# Lijst van Belgische deelnemers aan de Paralympische Zomerspelen 1984
Deze lijst van Belgische deelnemers aan de Paralympische Zomerspelen 1984 in Stoke Mandeville (Verenigd Koninkrijk) en New York, Verenigde Staten geeft een overzicht van de sporters die zich hebben gekwalificeerd voor de Spelen.
| Paralympiër         | Sport         | Onderdeel | Ervaring   |
| ------------------- | ------------- | --- | ---------- |
| Alex Hermans        | Atletiek      | Discuswerpen Klasse C6 100 m Klasse C7 Kogelstoten Klasse C6                                                                     | 2de Spelen |
| Chris de Craene     | Atletiek      | 1500 m Klasse 4 400 m Klasse 4 200 m Klasse 4 800 m Klasse 4 100 m Klasse 4                                                      | 2de Spelen |
| Freddy Matton       | Atletiek      | 5000 m Klasse B2 800 m Klasse B2                                                                                                 | 2de Spelen |
| Johan van Hoof      | Atletiek      | 100 m Klasse B1 Hoogspringen Klasse B1                                                                                           | Debutant   |
| K. van Landeghen    | Atletiek      | Marathon Klasse 4 5000 m Klasse 4 400 m Klasse 4 200 m Klasse 4 1500 Klasse 4                                                    | Debutant   |
| Lionel Creyf        | Atletiek      | Discuswerpen Klasse C5 Kegelwerpen Klasse C5 Speerwerpen Klasse C5                                                               | 2de Spelen |
| M. de Meyer         | Atletiek      | Speerwerpen Klasse 5 Marathon Klasse 5 200 m Klasse 5 Discuswerpen Klasse 5 100 m Klasse 5 Vijfkamp Klasse 5                     | 2de Spelen |
| Marc de Vos         | Atletiek      | 1500 m Klasse 3 800 m Klasse 3 Koning van de sprint 100 m Klasse 1A-6 200 m Klasse 3 100 m Klasse 3 400 m Klasse 3               | 2de Spelen |
| Marie Line Pollet   | Atletiek      | 200 m Klasse 2 100 m Klasse 2 Discuswerpen Klasse 2 Kogelstoten Klasse 2 Vijfkamp Klasse 2                                       | 2de Spelen |
| Mario de Baene      | Atletiek      | 100 m Klasse C7 Verspringen Klasse C7                                                                                            | 2de Spelen |
| Martin de Ulieghere | Atletiek      | Discuswerpen Klasse C7 Speerwerpen Klasse C7                                                                                     | Debutant   |
| Michel Cant         | Atletiek      | 1500 m Klasse 2 800 m Klasse 2 400 m Klasse 2 5000 m Klasse 2                                                                    | Debutant   |
| Patrick de Ryck     | Atletiek      | 400 m Klasse B3 1500 m Klasse B3                                                                                                 | Debutant   |
| Patrick de Uylder   | Atletiek      | 100 m Klasse L2 Discuswerpen Klasse L2 400 m Klasse L2                                                                           | Debutant   |
| Paul Van Winkel     | Atletiek      | Koning van de sprint 100 m Klasse 1A-6 1500 m Klasse 3 Slalom Klasse 3 200 m Klasse 3 100 m Klasse 3                             | 2de Spelen |
| Remi van Ophem      | Atletiek      | 200 m Klasse 4 Discuswerpen Klasse 4 Vijfkamp Klasse 4 400 m Klasse 4                                                            | 4de Spelen |
| Robert Fraeyman     | Atletiek      | Speerwerpen Klasse B1 Vijfkamp Klasse B1                                                                                         | 3de Spelen |
| Rudy de Meersman    | Atletiek      | Hink-stap springen Klasse B2 Hoogspringen Klasse B2 Vijfkamp Klasse B2                                                           | 2de Spelen |
| Guy Grun            | Boogschieten  | Dubbele FITA Ronde dwarslaesie                                                                                                   | 5de Spelen |
| Filip Bardoel       | Boogschieten  | Dubbele FITA Ronde dwarslaesie                                                                                                   | 3de Spelen |
| Pierre Delaunois    | Boogschieten  | Dubbele FITA Ronde dwarslaesie                                                                                                   | Debutant   |
| Alfons Kuys         | Boogschieten  | Dubbele FITA Ronde div. 3 | Debutant   |
| Martine Lacomblez   | Boogschieten  | Dubbele FITA Ronde geïntegreerd                                                                                                  | Debutant   |
| Rik Himpe           | CP-voetbal    | Heren | Debutant   |
| Frank Keteleer      | CP-voetbal    | Heren | Debutant   |
| Tony Bogers         | CP-voetbal    | Heren | Debutant   |
| Dirk Musschoot      | CP-voetbal    | Heren | Debutant   |
| Geert Proot         | CP-voetbal    | Heren | Debutant   |
| John Wyns           | CP-voetbal    | Heren | Debutant   |
| Geert Couchez       | CP-voetbal    | Heren | Debutant   |
| Marcel van Meir     | CP-voetbal    | Heren | Debutant   |
| Hugo van Overmeire  | CP-voetbal    | Heren | Debutant   |
| Jan Meyer           | CP-voetbal    | Heren | Debutant   |
| Carl Muylle         | Gewichtheffen | tot 75 kg | Debutant   |
| Theo Decicco        | Gewichtheffen | tot 85 kg | Debutant   |
| Ronny Waterbley     | Schermen      | Sabel Klasse 4-5 | 3de Spelen |
| Sonja Vettenburg    | Schietsport   | Luchtpistool Klasse Geïntegreerd                                                                                                 | Debutant   |
| Paul Iliano         | Schietsport   | Luchtpistool Klasse Geïntegreerd                                                                                                 | Debutant   |
| Ingrid Borre        | Tafeltennis   | Klasse Open CL Individueel Klasse L4                                                                                             | Debutant   |
| Jozef Devriese      | Tafeltennis   | Dubbel Klasse 1C | 3de Spelen |
| J. Leys             | Tafeltennis   | Individueel Klasse C2 | Debutant   |
| D. Maebe            | Tafeltennis   | Individueel Klasse C2 | Debutant   |
| Roby Cusseneers     | Tafeltennis   | Individueel Klasse C5 | Debutant   |
| Hans Pauwels        | Zwemmen       | 100 m Vrije Slag Klasse C8 100 m Schoolslag Klasse C8 3x50 m Wisselslag Klasse C8                                                | Debutant   |
| J. Opstaele         | Zwemmen       | 3x25 m Wisselslag Klasse 1C 25 m Ruglag Klasse 1C 25 m Vrije Slag Klasse 1C 25 m Vlinderslag Klase 1C 100 m Vrije Slag Klasse 1C | Debutant   |
| Pascal Cornelis     | Zwemmen       | 4x25 m Wisselslag Klasse 2 25 m Vlinderslag Klasse 2 50 m Vrije Slag Klasse 2 50 m Rugslag Klasse 2 50 m Schoolslag Klasse 2     | 3de Spelen |